# バーデンヴァイラー (競走馬)
バーデンヴァイラー（欧字名:Badenweiler、2018年3月19日 - 2024年9月22日）は、日本の競走馬。主な勝ち鞍は2022年のマーキュリーカップ、2023年の佐賀記念。
馬名の意味は、ドイツの行進曲。母名より連想。半姉にアメリカG1ブリーダーズカップディスタフを制したマルシュロレーヌがいる。

## 戦績

### 条件馬時代（2020年 - 2021年）
2020年10月11日、京都競馬場芝1800メートルでの新馬戦で、北村友一鞍上でデビュー。出遅れて道中後方を進むも、最終直線で他馬の間を割って最速の上がりで追い込み3着。2戦目はダートに切り替えて、11月15日に行われた阪神競馬場1800メートルの未勝利戦に出走すると、2番手から抜け出して6馬身差で1着、初勝利を挙げた。
2021年7月31日、新潟競馬場の3歳以上1勝クラス競走（ダート1800メートル）に約8か月ぶりに出走し9馬身差で勝利。続いて9月18日、2勝クラスの大府特別（ダート1800メートル）に出走するが出遅れ、直線でも伸びきれず3着。10月3日には芝に出戻り、中京競馬場の2勝クラス競走である浜名湖特別（芝2000メートル）に出走するがジャックドールの4着に敗れた。
その後はダートに再び戻り、12月11日に阪神競馬場の3歳以上2勝クラス競走（ダ―ト1800メートル）を4馬身差、続いて中1週で出走した3勝クラスの摩耶ステークス（ダート1800メートル）を3馬身差で勝ち、オープン入りした。

### オープン馬時代（2022年 - 2024年）
3月6日、シーズン初戦となった中山競馬場のオープン競走・総武ステークス（ダート1800メートル）では逃げを打ち、2馬身2分の1差で勝利。4月17日、アンタレスステークスで重賞初挑戦、道中は好位を進み2番手で最終コーナーを迎えるも失速してブービーの15着に敗れた。
7月18日、盛岡競馬場で行われたマーキュリーカップにJRA遠征馬として福永祐一鞍上で出走。道中は6番手につき、最終コーナー手前で外から追い上げ、最終直線で逃げ粘るテリオスベルをゴール寸前でかわして勝利し、重賞初勝利となった。
続く、中京競馬場で行われたGIIIシリウスステークスは3番人気で挑んだが、直線全く伸びず、4月のアンタレスステークスと同様に16頭立て15着に敗れた。
さらに、12月には同じ中京競馬場で行われたGIチャンピオンズカップに出走。前走大敗したため、8番人気と評価を落としたが、前走同様、ジュンライトボルトの14着とまたしても大敗した。2023年の初戦となった2月9日の佐賀記念では道中2番手追走から3コーナーで先頭に立つと、そのまま押し切って快勝し重賞2勝目をマークするとともに、同月をもって騎手を引退する福永祐一にとって最後の地方交流重賞制覇となった。続く名古屋大賞典では道中2番手でレースを進めるも最後の直線でハギノアレグリアスとケイアイパープルにかわされて3着となり、重賞連勝はならなかった。この後、1年7か月ぶりの芝挑戦となった目黒記念では好位追走も直線で失速し18着と殿負けに終わり、連覇をかけて挑んだ7月17日のマーキュリーカップに2番人気で出走するも4着と惜敗した。秋に入り、カノープスステークスは5着、神奈川記念では6着と精彩を欠いた。
2024年2月2日付でJRAの競走登録を抹消され、川崎競馬へ移籍することになった。

### 地方所属時代（2024年）
川崎競馬では内田勝義厩舎に入厩し、転厩初戦となった5月15日の大井記念では森泰斗が騎乗し2着に好走。優先出走権を得て臨んだ6月26日の帝王賞は10着に敗れた。その後、左前脚屈腱炎を発症したことが明らかとなり、7月12日、オーナーのキャロットクラブにより現役引退が発表され、7月16日付で競走馬登録を抹消された。

## 競走馬引退後
引退後は石川県珠洲市の珠洲ホースパークで余生を送っていたが、9月22日未午前2時頃、急性腸炎のため死亡したことが珠洲ホースパークを運営するみんなの馬株式会社の公式会員サイトで発表された。獣医師の治療により前日日中まで容体は回復傾向にあったが、その後容体が悪化したという。これを受けて、10月1日から31日までの予定で珠洲ホースパーク内に献花台を設置する予定。

## 競走成績
以下の内容は、JBISサーチおよびnetkeiba.comの情報に基づく。
| 競走日     | 競馬場 | 競走名          | 格     | 距離（馬場）  | 頭 数 | 枠 番 | 馬 番 | オッズ （人気） | 着順 | タイム （上がり3F） | 着差 | 騎手        | 斤量 [kg] | 1着馬（2着馬）         | 馬体重 [kg] |
| ---------- | ------ | --------------- | ------ | ------------- | ----- | ----- | ----- | --------------- | ---- | ------------------- | ---- | ----------- | --------- | ---------------------- | ----------- |
| 2020.10.11 | 京都   | 2歳新馬         |        | 芝1800m（稍） | 14    | 4     | 5     | 003.60（2人）   | 03着 | R1:49.8（35.8）     | -0.1 | 0北村友一   | 55        | ヴアーサ               | 498         |
| 0000.11.15 | 阪神   | 2歳未勝利       |        | ダ1800m（良） | 13    | 5     | 6     | 001.80（1人）   | 01着 | R1:54.8（36.3）     | -1.0 | 0北村友一   | 55        | （フェブキラナ）       | 498         |
| 2021.07.31 | 新潟   | 3歳上1勝クラス  |        | ダ1800m（良） | 15    | 4     | 6     | 001.60（1人）   | 01着 | R1:51.4（38.3）     | -1.4 | 0福永祐一   | 54        | （サンライズグリット） | 506         |
| 0000.09.18 | 中京   | 大府特別        | 2勝    | ダ1800m（不） | 13    | 8     | 13    | 001.20（1人）   | 03着 | R1:49.0（37.6）     | -0.3 | 0福永祐一   | 54        | アドマイヤメティス     | 502         |
| 0000.10.03 | 中京   | 浜中湖特別      | 2勝    | 芝2000m（良） | 8     | 6     | 6     | 004.20（3人）   | 04着 | R2:02.1（33.6）     | -0.6 | 0幸英明     | 55        | ジャックドール         | 498         |
| 0000.12.11 | 阪神   | 3歳上2勝クラス  |        | ダ1800m（良） | 16    | 8     | 16    | 001.30（1人）   | 01着 | R1:52.0（36.9）     | -0.7 | 0C.デムーロ | 56        | （クリノドラゴン）     | 508         |
| 0000.12.25 | 阪神   | 摩耶S           | 3勝    | ダ1800m（良） | 11    | 5     | 5     | 001.60（1人）   | 01着 | R1:52.5（36.9）     | -0.5 | 0C.デムーロ | 56        | （ウィリアムバローズ） | 506         |
| 2022.03.06 | 中山   | 総武S           | OP     | ダ1800m（良） | 14    | 3     | 3     | 001.60（1人）   | 01着 | R1:54.1（37.8）     | -0.4 | 0福永祐一   | 56        | （サンダーブリッツ）   | 510         |
| 0000.04.17 | 阪神   | アンタレスS     | GIII   | ダ1800m（良） | 16    | 6     | 12    | 003.90（3人）   | 15着 | R1:53.4（39.8）     | -2.9 | 0幸英明     | 56        | オメガパフューム       | 496         |
| 0000.07.18 | 盛岡   | マーキュリーC   | JpnIII | ダ2000m（稍） | 14    | 5     | 8     | 005.00（2人）   | 01着 | R2:02.5（37.3）     | -0.1 | 0福永祐一   | 54        | （テリオスベル）       | 508         |
| 0000.10.01 | 中京   | シリウスS       | GIII   | ダ1900m（良） | 16    | 6     | 12    | 005.00（3人）   | 15着 | R2:00.8（40.6）     | -3.1 | 0福永祐一   | 57        | ジュンライトボルト     | 506         |
| 0000.12.04 | 中京   | チャンピオンズC | GI     | ダ1800m（良） | 16    | 6     | 11    | 031.80（8人）   | 14着 | R1:53.3（37.7）     | -1.4 | 0D.レーン   | 57        | ジュンライトボルト     | 510         |
| 2023.02.09 | 佐賀   | 佐賀記念        | JpnIII | ダ2000m（稍） | 12    | 2     | 2     | 002.50（2人）   | 01着 | R2:09.9（39.1）     | -0.2 | 0福永祐一   | 57        | （デルマルーヴル）     | 514         |
| 0000.03.16 | 名古屋 | 名古屋大賞典    | JpnIII | ダ2000m（良） | 12    | 5     | 6     | 006.00（3人）   | 03着 | R2:08.9（36.9）     | -0.7 | 0岩田望来   | 55        | ハギノアレグリアス     | 513         |
| 0000.05.28 | 東京   | 目黒記念        | GII    | 芝2500m（良） | 18    | 1     | 2     | 074.8（13人）   | 18着 | R2:32.5（35.9）     | -1.7 | 0坂井瑠星   | 58        | ヒートオンビート       | 512         |
| 0000.07.17 | 盛岡   | マーキュリーC   | JpnIII | ダ2000m（重） | 13    | 5     | 7     | 002.80（2人）   | 04着 | R2:03.7（38.3）     | -1.9 | 0坂井瑠星   | 55        | ウィルソンテソーロ     | 509         |
| 0000.11.26 | 京都   | カノープスS     | OP     | ダ1900m（良） | 16    | 4     | 7     | 013.40（6人）   | 05着 | R1:57.9（38.1）     | -0.4 | 0西村淳也   | 58.5      | ウェルカムニュース     | 512         |
| 0000.12.14 | 川崎   | 神奈川記念      | 重賞   | ダ1600m（稍） | 11    | 7     | 8     | 013.00（6人）   | 06着 | R1:45.1（42.1）     | -2.2 | 0西村淳也   | 60        | ヴィブラフォン         | 506         |
| 2024.05.15 | 大井   | 大井記念        | SI     | ダ2000m（重） | 9     | 2     | 2     | 013.60（5人）   | 02着 | R2:08.7（38.8）     | -0.1 | 0森泰斗     | 57        | サヨノネイチヤ         | 532         |
| 0000.06.26 | 大井   | 帝王賞          | JpnI   | ダ2000m（稍） | 13    | 7     | 10    | 156.8（10人）   | 10着 | R2:09.5（40.5）     | -2.6 | 0森泰斗     | 57        | キングズソード         | 523         |

## 血統表
| バーデンヴァイラーの血統                   | バーデンヴァイラーの血統                    | バーデンヴァイラーの血統                    | （血統表の出典）                            | （血統表の出典）        |
| 父系                                       | キングマンボ系 （ミスタープロスペクター系） | キングマンボ系 （ミスタープロスペクター系） | キングマンボ系 （ミスタープロスペクター系） | [ § 2 ]                 |
| 父 ドゥラメンテ 鹿毛 2012 北海道安平町     | 父の父キングカメハメハ 鹿毛 2001            | Kingmambo                                   | Mr. Prospector                              | Mr. Prospector          |
| 父 ドゥラメンテ 鹿毛 2012 北海道安平町     | 父の父キングカメハメハ 鹿毛 2001            | Kingmambo                                   | Miesque                                     |                         |
| 父 ドゥラメンテ 鹿毛 2012 北海道安平町     | 父の父キングカメハメハ 鹿毛 2001            | *マンファス                                 | *ラストタイクーン                           | *ラストタイクーン       |
| 父 ドゥラメンテ 鹿毛 2012 北海道安平町     | 父の父キングカメハメハ 鹿毛 2001            | *マンファス                                 | Pilot Bird                                  |                         |
| 父 ドゥラメンテ 鹿毛 2012 北海道安平町     | 父の母アドマイヤグルーヴ 鹿毛 2000          | *サンデーサイレンス                         | Halo                                        | Halo                    |
| 父 ドゥラメンテ 鹿毛 2012 北海道安平町     | 父の母アドマイヤグルーヴ 鹿毛 2000          | *サンデーサイレンス                         | Wishing Well                                |                         |
| 父 ドゥラメンテ 鹿毛 2012 北海道安平町     | 父の母アドマイヤグルーヴ 鹿毛 2000          | エアグルーヴ                                | *トニービン                                 | *トニービン             |
| 父 ドゥラメンテ 鹿毛 2012 北海道安平町     | 父の母アドマイヤグルーヴ 鹿毛 2000          | エアグルーヴ                                | ダイナカール                                |                         |
| 母 ヴィートマルシェ 鹿毛 2002 北海道早来町 | 母の父*フレンチデピュティ 栗毛 1992         | Deputy Minister                             | Vice Regent                                 | Vice Regent             |
| 母 ヴィートマルシェ 鹿毛 2002 北海道早来町 | 母の父*フレンチデピュティ 栗毛 1992         | Deputy Minister                             | Mint Copy                                   |                         |
| 母 ヴィートマルシェ 鹿毛 2002 北海道早来町 | 母の父*フレンチデピュティ 栗毛 1992         | Mitterand                                   | Hold Your Peace                             | Hold Your Peace         |
| 母 ヴィートマルシェ 鹿毛 2002 北海道早来町 | 母の父*フレンチデピュティ 栗毛 1992         | Mitterand                                   | Laredo Lass                                 |                         |
| 母 ヴィートマルシェ 鹿毛 2002 北海道早来町 | 母の母キョウエイマーチ 鹿毛 1994            | *ダンシングブレーヴ                         | Lyphard                                     | Lyphard                 |
| 母 ヴィートマルシェ 鹿毛 2002 北海道早来町 | 母の母キョウエイマーチ 鹿毛 1994            | *ダンシングブレーヴ                         | Navajo Princess                             |                         |
| 母 ヴィートマルシェ 鹿毛 2002 北海道早来町 | 母の母キョウエイマーチ 鹿毛 1994            | インターシャルマン                          | *ブレイヴエストローマン                     | *ブレイヴエストローマン |
| 母 ヴィートマルシェ 鹿毛 2002 北海道早来町 | 母の母キョウエイマーチ 鹿毛 1994            | インターシャルマン                          | トキノシュリリー                            |                         |
| 母系(F-No.)                                | シュリリー(AUS)系(FN:7-d)                   | シュリリー(AUS)系(FN:7-d)                   | シュリリー(AUS)系(FN:7-d)                   | [ § 3 ]                 |
| 5代内の近親交配                            | Northern Dancer M5×M5 = 6.25%               | Northern Dancer M5×M5 = 6.25%               | Northern Dancer M5×M5 = 6.25%               | [ § 4 ]                 |
| 出典                                       | 1. 2. 3. 4.                                 | 1. 2. 3. 4.                                 | 1. 2. 3. 4.                                 | 1. 2. 3. 4.             |

- 半姉にアメリカG1ブリーダーズカップディスタフを優勝したマルシュロレーヌがいる。
- 祖母キョウエイマーチは1997年桜花賞馬。7代母に1953年天皇賞（秋）優勝馬クインナルビーがいる。
- 叔父に皐月賞など重賞2着5回のトライアンフマーチ、姪にマイルチャンピオンシップ勝ち馬のナミュール、アルテミスステークス勝ち馬のラヴェルがいる。
- そのほかの近親にはオグリキャップ、オグリローマン、アンドレアモンがいる。